# Chartres-de-Bretagne
Chartres-de-Bretagne is een gemeente in het Franse departement Ille-et-Vilaine in de regio Bretagne. De plaats maakt deel uit van het arrondissement Rennes. Chartres-de-Bretagne telde op 1 januari 2022 8.678 inwoners.

## Geografie
De oppervlakte van Chartres-de-Bretagne bedroeg op 1 januari 2022 9,95 vierkante kilometer; de bevolkingsdichtheid was toen 872,2 inwoners per km².

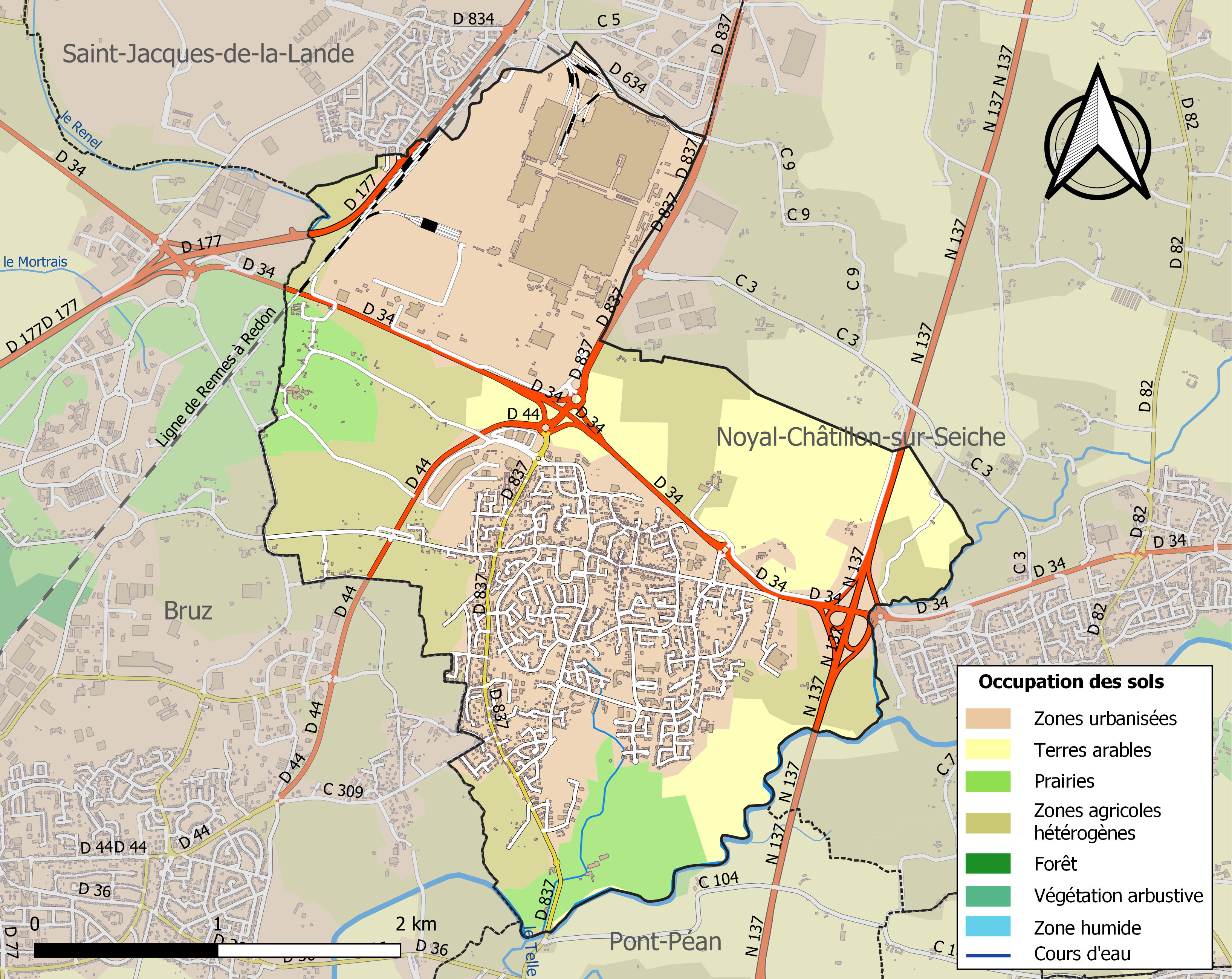
Kaart van de gemeente met belangrijkste infrastructuur, bodemgebruik en omliggende gemeenten

## Demografie
Onderstaande figuur toont het verloop van het inwonertal, bron: INSEE-tellingen. 